# Платинум банк
Платинум банк (Platinum Bank) — украинский розничный банк, до 10 января 2017 года занимающий одну из ведущих позиций в области потребительского кредитования. Имел статус сберегательного.
По данным Нацбанка Украины (НБУ) на 1 января 2015 года банк по размеру активов занимал 30-е место (7,134 млрд гривен) среди 158 украинских банков. Входил в группу крупных банков по классификации НБУ.
10 января 2017 года решением Нацбанка Украины признан неплатёжеспособным.

## История
Основан в 2005 году компанией Horizon Capital как первый на Украине специализированный ипотечный банк под названием Международный ипотечный банк (лицензия НБУ получена в январе 2005 года). С преодолением кризиса 2008 года банк был реорганизован в универсальное учреждение по предоставлению потребительских кредитов. В 2009 году Закрытое акционерное общество «Международный ипотечный банк» перерегистрировано в Открытое акционерное общество Platinum Bank, с 2010 года — Публичное акционерное общество. В 2011 году Платинум банком приобретён Хоум Кредит Банк Украина. В 2012 году открыт интернет-банкинг Platinum Click.
Осенью 2013 года Platinum Bank сменил акционеров (см. раздел Акционеры).

## Акционеры
Крупнейшими бенефициарами банка на начало октября 2013 года являлись инвестиционный фонд «Horizon Capital» (45,1 %), шведский фонд прямых инвестиций «East Capital» (23,7 %), менеджмент банка (с учётом опционной программы) — 17,7 %, дочерняя компания Всемирного банка IFC (5,2 %), управляемый Fabien Pictet&Partners (FPP) фонд UKRO (4,7 %). 15 ноября 2013 года банк был куплен группой финансовых инвесторов, среди которых был фонд прямых инвестиций из Люксембурга European Infrastructure Investment Company (ЕIIC).
Ныне основным акционером является группа акционеров, включая фонд прямых инвестиций ЕIIC, 5 % принадлежит менеджменту банка. Согласно данным НБУ, акционерами банка являются 11 физических лиц — граждан Великобритании, Люксембурга, США, Сербии, Израиля, Кипра и Украины, в их числе Дмитрий Зинков, Дэвид Холперт, а также Григорий Гуртовой (управляющий директор фонда EIIC). По некоторой информации, в результате продажи контроль над банком перешёл одесским бизнесменам Борису Кауфману и Александру Грановскому, однако в самом банке эту информацию опровергли, опровергли это и сами Кауфман и Грановский.
Банк был продан за 1,5 капитала, что стало самой дорогой сделкой в банковском секторе страны с 2009 года. Согласно комментарию Валерии Гонтаревой, возглавлявшей ICU которая сопровождала сделку «в роли финансового советника», банк был куплен с таким мультипликатором «только потому, что у него был действительно реальный капитал, и он как бизнес приносил реальную, а не бумажную прибыль. Этот банк специализируется на потребкредитовании, но нельзя сказать, что он достиг таких результатов благодаря только этой бизнес-модели. Так как в этом банке были и достойные акционеры и очень профессиональный менеджмент».
В первой половине 2015 года стало известно, что глава наблюдательного совета банка Григорий Гуртовой намерен сконцентрировать контрольный пакет акций банка.

## Деятельность
Платинум банк осуществлял потребительское кредитование, открывал депозиты и текущие счета, оказывал услуги для инвесторов. Его сеть включала 73 отделения и более 1,5 тыс. пунктов обслуживания и выдачи кредитов. Обслуживал более 2 млн клиентов. Фокусировавшийся в основном на розничном бизнесе, с 2014 года банк начал активно развивать корпоративное направление.
В 2014 году банк был докапитализирован на 269 млн гривен путём увеличения уставного капитала и вливаний в регулятивный капитал, а также получил 400 млн гривен стабилизационного кредита от НБУ.